# Elektrisk forbindelse
 For alternative betydninger, se Forbindelse.
En elektrisk forbindelse eller Galvanisk forbindelse mellem distinkte punkter tillader at ikke-neutrale ladningsbærere kan formidle en elektrisk strøm. Betegnelsen galvanisk er opkaldt efter den italienske fysiker Luigi Galvani.
Et par forbindelser er krævet for at kunne lave et elektrisk kredsløb.
Mellem punkter med en lav spændingsforskel, kan man f.eks. styre jævnspænding med en elektrisk kontakt. 
Ladningsbærerne kan være elektroner i metaller, halvledere, ledende plast eller andre ledende stoffer - eller ioner og elektroner i væske eller gas (plasma).
I et næsten lufttomt rum (elektronrør) eller svagt gasfyldt rum (gasudladningsrør) kan ioner og elektroner lave en elektrisk forbindelse hvis de relativt let kan slippe den negative elektrode (katoden; elektroner og negative ioner) - eller den positive elektrode (anoden; positive ioner) - og gassen er eller bliver ioniseret. Hvis begge elektroder skiftevis er negativ og positiv, ved vekselstrøm, kaldes begge elektroder katoder.

## Eksempler på elektriske forbindelser
Elektriske forbindelser kan fx etableres via krympning, lodning, svejsning eller klemmeforbindelse. For at etablere elektriske forbindelser over en længere afstand kan elektriske ledninger anvendes.
Andre eksempler:
- Elektrisk terminal
- Elektrisk tilledning
- Elektrisk stik
- Elektrode
- Lus (elektronik)
- Kabelsko